# Luis Palma
Luis Palma est un footballeur international hondurien né le 17 janvier 2000 à La Ceiba. Il joue au poste de milieu offensif au Lech Poznań, en prêt du Celtic FC.

## Biographie

### En club
Il commence en championnat le 10 septembre 2017 face au CD Honduras. Il marque le troisième but lors de ce match remporté à domicile 5-3. 
Le 20 décembre 2020, lors de la phase finale du championnat, il s'illustre en étant l'auteur d'un triplé face au Lobos UPNFM, permettant à son équipe de s'imposer 1-3.

### En sélection
Avec les moins de 17 ans, il participe au championnat de la CONCACAF des moins de 17 ans en 2017. Lors de cette compétition organisée au Panama, il joue cinq matchs. Quelques mois plus tard, il dispute la Coupe du monde des moins de 17 ans qui se déroule en Inde. Lors du mondial junior, il joue quatre matchs. Le Honduras s'incline en huitièmes de finale face au Brésil.
Avec les moins de 20 ans, il participe au championnat de la CONCACAF des moins de 20 ans en 2018. Lors de cette compétition organisée à Bradenton en Floride, il joue six matchs. Il se met en évidence en marquant un total de cinq buts en en délivrant deux passes décisives. Il est notamment l'auteur d'un doublé face à Sint Maarten. L'année suivante, il dispute la Coupe du monde des moins de 20 ans qui se déroule en Pologne. Lors du mondial junior, il ne joue qu'une seule rencontre, face à la Nouvelle-Zélande. Avec un bilan catastrophique de trois défaites en trois matchs, 19 buts encaissés et aucun but marqué, le Honduras est éliminé dès le premier tour.
Avec la sélection olympique, il participe aux Jeux olympiques d'été de 2020, organisés lors de l'été 2021 à Tokyo. Lors du tournoi olympique, il joue trois matchs, inscrivant un but contre la Nouvelle-Zélande. Malgré un bilan honorable d'une victoire et deux défaites, le Honduras est éliminé dès le premier tour.
Il reçoit sa première sélection en équipe du Honduras le 7 octobre 2021, lors du tour final des éliminatoires du mondial 2022 de la zone CONCACAF contre le Costa Rica (score : 0-0).

## Palmarès

### En club
Celtic FC
- Championat d'Écosse
  - Champion : 2024.

### En sélection
Honduras olympique
- Jeux panaméricains :
  -  Argent : 2019.